# Массен, Робер

Эжен Ионеско и Массен в 1964 году. У Ионеско в руках издание «Лысой певицы», изготовленное Массеном

Робе́р Массе́н (фр. Robert Massin; 13 октября 1925, La Bourdinière-Saint-Loup, деп. Эр и Луар — 8 февраля 2020) — французский дизайнер, типограф. В течение двадцати лет был арт-директором издательства Галлимар.

## Биография
В 1949 году Массен начал проектировать книги для «Клуба лучшей книги» (Club du Meilleur Livre), одного из так называемых книжных клубов, которые расцвели во Франции после Второй мировой войны, во времена, когда в масштабах страны не было действующей сети книжных магазинов. В течение нескольких лет книжные клубы были основным средством издания и распространения литературы во Франции. Учителем Массена стал другой сотрудник клуба — Пьер Фошо. Массен писал о нём, что это был один из первых типографов, обратившихся к динамике в книжном дизайне. Влияние на Массена оказало кино: титры Сола Басса для фильмов Хичкока, мультфильмы Тэкса Эйвери. Массен «часто говорил о кинематографическом качестве книжного дизайна, обнаруживающего свою повествовательную структуру в постоянной смене масштаба и ритма, переходу от крупного плана к общему. …Как будто в книгу вкладывался маленький кинеограф. Эти причудливые вступительные страницы были очень распространены в книгах Клуба».
Одной из первых важных работ Массена в качестве арт-директора Галлимара стало издание «Упражнений в стиле» Раймона Кено, вышедшее в 1963 году. В 1964 году вышла самая известная книга Массена — издание «Лысой певицы» Ионеско, ключевой пьесы театра абсурда. На страницах книги реплики героев соседствуют с графикой — монохромными фотографиями актёров, специально снятыми для книги. Каждому герою соответствует свой шрифт; слова изменяют своё положение на странице, размер, форму в зависимости от интонации персонажа, громкости его речи, словом, от происходящего на сцене. Монтаж делался вручную. Например, чтобы деформировать текст, Массен печатал некоторые реплики на презервативах, растягивал их между булавками, и фотографировал.
В 1972 году Массен разработал дизайн известной галлимаровской серии Folio — книг художественной литературы в мягких обложках. Название, набранное Баскервиллем поверх белого фона глянцевой обложки, и картинка, расположенная ниже, стали визитной карточкой серии.
Массен известен и как автор нескольких собственных книг. В течение пятнадцати лет он писал «La Lettre et L’Image» («Буква и изображение», 1970) — исследование, посвященное взаимодействию слов и образов. В 1991 вышла его книга «La mise en Page» — трактат, посвященный вёрстке.

## Работы

### Некоторые книги, спроектированные Массеном
- Exercices de style Раймона Кено, Gallimard, 1963.
- La Cantatrice chauve Эжена Ионеско, Gallimard, 1964.
- Délire à deux Эжена Ионеско, Gallimard, 1966.
- Conversation-sinfonietta Жана Тардьё, Gallimard, 1966.
- Les Mariés de la tour Eiffel Жана Кокто, Hoëbeke, начата в 1966, издана в 1994.

### Книги, написанные Массеном
- La Lettre et l’Image, Gallimard, 1970.
- La mise en Page, Hoëbeke, 1991